# Europäisches Jugendtreffen
Die Europäischen Jugendtreffen sind jährliche Großveranstaltungen für Jugendliche und junge Erwachsene, die von der ökumenischen Communauté de Taizé organisiert werden. Jeweils zum Jahreswechsel organisiert die Communauté de Taizé in einer europäischen Großstadt im Rahmen des Pilgerwegs des Vertrauens auf der Erde ein Jugendtreffen mit mehreren zehntausend Besuchern. Die Treffen finden in der Regel vom 28. Dezember bis 1. Januar statt. In Deutschland fand bisher sechsmal ein Jugendtreffen in sechs unterschiedlichen Städten statt, in Österreich zweimal in Wien und in der Schweiz zweimal in Basel und Genf.
Das 48. Treffen (2025/26) wird in Paris in Frankreich stattfinden.

## Bedeutung

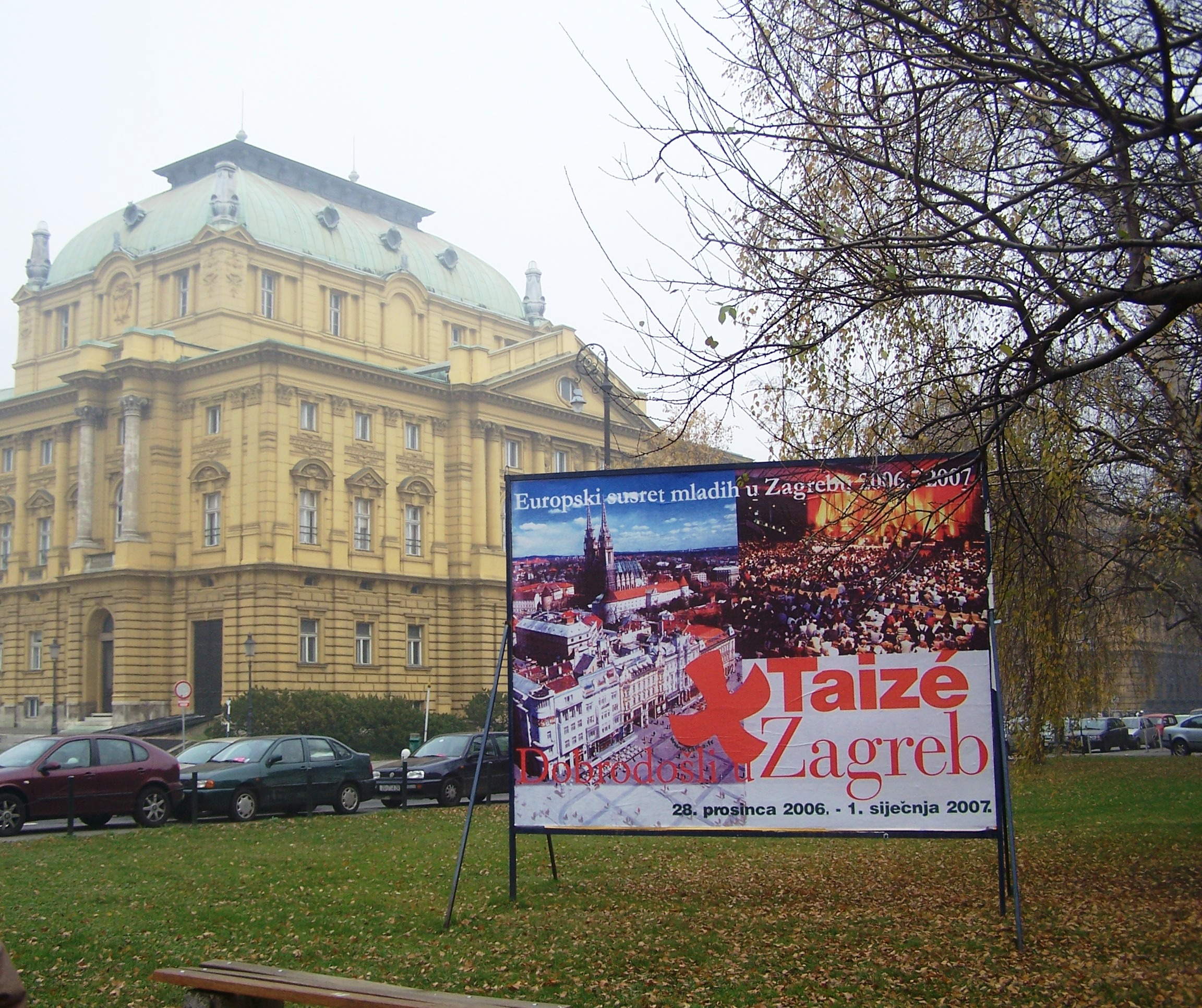
Werbeplakat beim Treffen in Zagreb 2006/07

Der Pilgerweg des Vertrauens auf der Erde (zur Geschichte siehe unten) ist ein Pilgerweg im übertragenen Sinn. Die ökumenische Communauté de Taizé möchte durch die jährlichen Jugendtreffen ihre Idee des weltumspannenden Vertrauens unter die Menschen bringen. Als Pilger werden hierbei die zahlreichen Jugendlichen angesehen, die sich aus Europa und der ganzen Welt auf den Weg in diese Städte machen.
Neben den geistlichen Impulsen und der internationalen Begegnung ist auch das Kennenlernen der kirchlichen Situation des Gastlandes sowie der Gastfamilien ein Ziel der Treffen. Es ist das Ziel der Communauté, dass die aus den Treffen erwachsenden Impulse in das Gemeindeleben der Teilnehmer übergehen, indem die Jugendlichen neu ermutigt werden, sich am kirchlichen Leben ihrer Heimat zu beteiligen.
Auch Interessierte, die sich nicht angemeldet haben, sind gern gesehen, wird damit der Austausch von Gastregion und der Lebensweise von Taizé ermöglicht. Für Familien, Kinder und Jugendliche wird ein kleines Angebot zur Begegnung geschaffen, zu denen man sich nicht anmelden muss.

## Zeitliche Übersicht

### Vorbereitung
Ab etwa September ist ein internationales Vorbereitungsteam in der gastgebenden Region, um Kontakte zu knüpfen.
Ab dem 26. Dezember baut ein größeres Vorbereitungsteam die Treffensinfrastruktur auf. Sie helfen bei den Arbeitsteams wie Essensverteilung, Reinigung oder Vorbereitung der Gebetsorte, den Organisationsteams in den Gastgemeinden oder den Chören.

### Ablauf des Europäischen Jugendtreffens

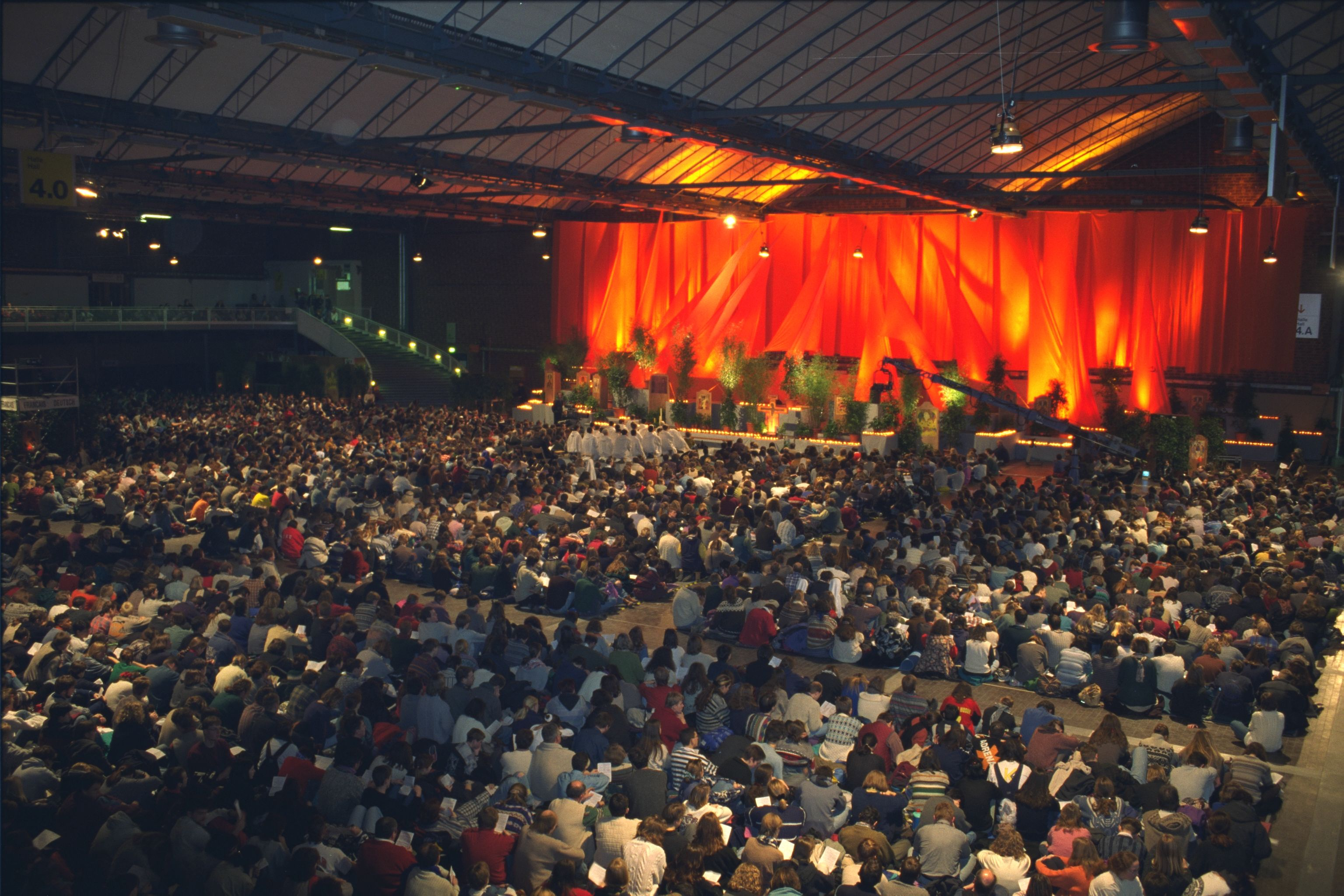
Abendgebet in einer Messehalle

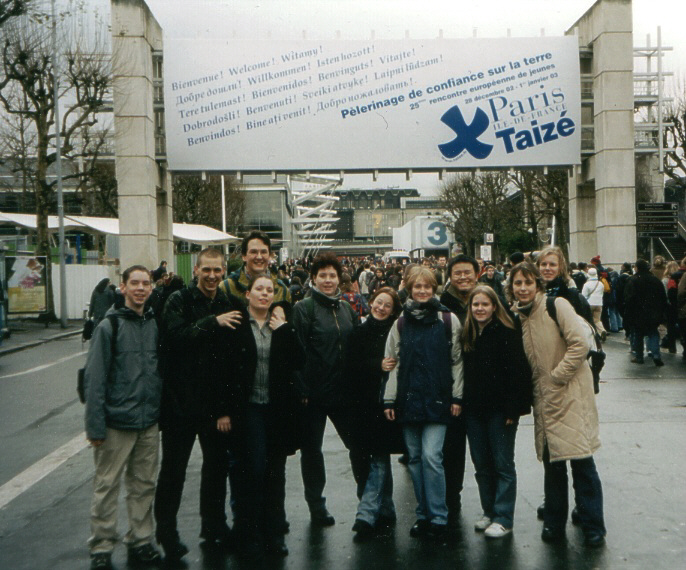
Eine Gruppe Jugendlicher beim Silvestertreffen in Paris 2002/2003

Der Ablauf des Europäischen Jugendtreffens richtet sich nach dem Datum und der Uhrzeit. Anhand des Programmauszugs aus dem Begleitheft des Treffens in Breslau (Wrocław) wird hier der typische Ablauf wiedergegeben:
Am 28. Dezember kommen die meisten Teilnehmer, die nicht zum Aufbauteam gehören, an. Sie werden nach Sprachgruppen getrennt in Schulen oder anderen öffentlichen Einrichtungen über das Treffen aufgeklärt und die Formalia wie Teilnehmerbeiträge und Fahrkarten geregelt. Anschließend werden die Teilnehmer auf die Pfarreien verteilt. Gegen 17:30 Uhr gibt es an den Ausgabestellen das Verpflegungspaket für den Abend und den kommenden Mittag. Anschließend folgt das erste Abendgebet.
Die drei darauffolgenden Tage ähneln im Ablauf:
Der Tag beginnt mit einem gemeinsamen Frühstück in den Gastfamilien oder Unterkünften und einem eröffnenden, kleinen Taizégebet in der lokalen Kirchengemeinde. Anschließend wird zu einem Bibelgespräch oder einem Austausch über den Brief aus Taizé geladen. Mittags sammeln sich die Teilnehmer auf dem Messegelände der Stadt, wo die zentralen Gebets- und Gesprächsveranstaltungen stattfinden. Vorher gibt es ein einfaches Mittagessen aus dem Verpflegungspaket und Tee an zentralen Ausgabestellen.
Am Nachmittag gibt es am 29. und 30. Dezember themenbezogene Workshops oder am 31. Dezember nationale bzw. sprachraumbegrenzte Treffen. Jedoch nutzen auch viele Jugendliche den einen oder anderen Nachmittag, um die gastgebende Stadt zu entdecken. Am Abend gibt es wieder ein einfaches Abendessen in den Messehallen und ein abschließendes Taizégebet. Die meisten Veranstaltungen werden in mehrere Sprachen übersetzt bzw. in verschiedenen Sprachen vorgetragen.
Den Silvesterabend gestalten die Kirchengemeinden dezentral. Er beginnt mit einem Gebet für den Frieden von 23:00 Uhr bis kurz vor Mitternacht, um so den Jugendlichen die Möglichkeit zu geben, das Jahr eingebettet in den Pilgerweg des Vertrauens zu beginnen. Danach gibt es ein großes Fest der Nationen. Die Gäste aus jeder in der Kirchengemeinde empfangenen Nation sind angehalten, einen kleinen inhaltlichen Beitrag zum Fest der Nationen zu leisten, wie etwa ein Lied oder einen Tanz. Die Gastgemeinden kümmern sich um die Infrastruktur wie etwa Musikanlage oder auch einen kleinen Imbiss. (Siehe hierzu auch)
Am Neujahrstag findet morgens ein Gottesdienst in der Pfarrgemeinde statt. Anschließend wird versucht, dass alle Gäste – auch die aus den Gemeinschaftsunterkünften – bei einer Familie zu Mittag essen können, um einen Austausch zwischen Gästen und Gastgebern zu ermöglichen. Gegen 16 Uhr reisen die meisten Teilnehmer wieder in die Heimat.

## Organisation

### Ehrenamtliche Helfer
Das Europäische Jugendtreffen wird vorbereitet durch eine kleine Gruppe von Brüdern und Langzeitfreiwilligen, die jeweils im September für die folgenden drei Monate in die Stadt kommen, in Zusammenarbeit mit den Gemeinden vor Ort. Der persönliche Austausch hat sich auch in Zeiten globaler Vernetzung bewährt. An bis zu 400 „Empfangsorten“, also Gastgemeinden helfen bis zu 5000 Menschen mit, um zum Gelingen beizutragen.
Das Treffen selbst wird dann von zahlreichen freiwilligen Helfern mitgestaltet, die zwei Tage früher (also bereits am 26.12.) anreisen. Diese Freiwilligen übernehmen unter anderem die Aufteilung der Gäste in die Kirchengemeinden, die Betreuung der Gäste vor Ort, die Gestaltung von Gruppenunterkünften, das Austeilen von Essen und die Aufgabe von Ordnern während der Gebete. Eine besondere Aufgabe bildet die Mitarbeit als Instrumentalist oder Sänger in einem Orchester oder Chor für die großen, zentralen Taizégebete.

### Gastgemeinden
Die Jugendlichen werden vorrangig in Gastfamilien untergebracht. Es werden nur 2 m² pro Teilnehmer benötigt, weil alle mit Isomatte und Schlafsack anreisen sollen. Ein Gästebett ist trotzdem gern gesehen. Außerdem sollen für alle Tage ein Frühstück und ein Mittagessen am 1. Januar ermöglicht werden. Bei Notwendigkeit werden die Teilnehmer aber auch in Schulen und Turnhallen untergebracht.
Die örtlichen christlichen Gemeinden sind Hauptträger der Mikroorganisation des Treffens. Die Organisation beginnt dabei schon Monate vor dem eigentlichen Treffen. Sie kümmern sich auch um die Suche nach Gastgebern. Die teilnehmenden Jugendlichen werden zentral gleichmäßig den Gemeinden zugeteilt, wobei auf eine gesunde Mischung nach Herkunft und Sprache geachtet wird. Pro Gemeinde sind das etwa 50 bis 200 Teilnehmer. Vor Ort helfen örtliche Freiwillige bei der Verteilung auf die Gastgeber und den Aktivitäten im Ort wie Morgengebet oder einem Ort für die Silvesternacht. Die Ankunftszeit der Teilnehmer in den Gastgemeinden ist variabel. Um der Menge an Gästen und der Ankunftszeit gerecht zu werden, bekommen Gäste, die früh ankommen, Unterkünfte außerhalb der jeweiligen Stadt. Somit werden Jugendliche, die am Anreisetag spät ankommen, innerhalb der Stadt untergebracht und haben dadurch die Möglichkeit, noch am Abend das erste große Taizégebet zu besuchen.
In den Gastgemeinden begrüßt ein Willkommensteam die Teilnehmer, ein Ansprechpartner hält Kontakt zum Vorbereitungsteam. An jedem Morgen kümmert sich eine Person aus der Gemeinde um den Zugang zum Gebet und den morgendlichen Austausch. In der Silvesternacht stellt die Gemeinde Ort, Getränke und Essen für das Fest der Nationen bereit.

### Infrastruktur
Aufgrund der hohen Teilnehmerzahlen wird die Infrastruktur der Gaststadt, vor allem der Stadtverkehr, häufig bis an ihre Grenzen belastet, so dass nur Großstädte für diese Veranstaltungen in Frage kommen. In Paris 1994/95 wurden die Teilnehmer beispielsweise aufgefordert, das Messegelände von drei verschiedenen U-Bahn-Linien her zu erreichen, weil die Métro durch die vielen Teilnehmer überlastet war.

## Geschichte

### Entstehung
Infolge der Ausstrahlung Taizés wurde das an Ostern 1970 angedeutete und an Ostern 1974 angekündigte Konzil der Jugend vom 30. August bis 1. September desselben Jahres abgehalten. Infolge der Nachbetrachtung des Konzils entstand die heutige Gebetsform der Gemeinschaft. Ab 1976 reiste Frère Roger mit einigen Brüdern und Jugendlichen in Elendsviertel diverser Großstädte weltweit, um die Lebenserfahrungen der dortigen Bevölkerung zu teilen. Dabei wird der Jahresbrief geschrieben, der ab 1977 an den Treffen gelesen wird. Vorläufer der Europäischen Jugendtreffen war ein Treffen zum Jahreswechsel 1977/78 in Breda in den Niederlanden. Die Treffen in der dortigen Markthalle und der „Brief an alle Generationen“ waren zentrale Elemente.

### Weitere Entwicklung
Frere Roger war sich nach der Eröffnung des Konzils unsicher, ob diese Form passend sei. 1979 wurde das Konzil der Jugend ausgesetzt, um nicht zu einer weiteren Strömung zu werden. Es folgte darauf der „Pilgerweg der Versöhnung“, später „Pilgerweg des Vertrauens“. Er begann Weihnachten 1982 in Beirut. Erste Etappe war das Europäische Jugendtreffen in Rom.
Anfangs reichten für die Gebete noch die städtischen Kirchen, verbunden mit Fernleitungen, nach dem Fall des Eisernen Vorhangs nahm die Teilnehmerzahl so stark zu, dass Messehallen umgewandelt werden mussten. Während bei dem Jugendtreffen in Mailand 2005/2006, kurz nach seinem Tod der letzte, unvollendet gebliebene Brief Frère Rogers veröffentlicht wurde, übernahm in den Folgejahren sein Nachfolger Frère Alois das Abfassen der Briefe sowie seit 2023 dessen Nachfolger Frère Matthew.

### Überblick der einzelnen Treffen
| Nr. | Titel des Briefes bzw. Titel der Jahresbotschaften       | Titel des Briefes bzw. Titel der Jahresbotschaften                                      | Jahreswechsel | Ort                                                             | Teilnehmer |
| --- | -------------------------------------------------------- | --------------------------------------------------------------------------------------- | ------------- | --------------------------------------------------------------- | ---------- |
| 01  | Brief aus Afrika (Staunen einer Liebe)                   | Brief aus Afrika (Staunen einer Liebe)                                                  | 1978/79       | Paris                                                           | 15.000     |
| 02  | Brief aus Temuco (Brief an alle Gemeinschaften)          | Brief aus Temuco (Brief an alle Gemeinschaften)                                         | 1979/80       | Barcelona                                                       | 15.000     |
| 03  | Brief aus Italien                                        | Brief aus Italien                                                                       | 1980/81       | Rom                                                             | 30.000     |
| 04  | Brief aus Warschau                                       | Brief aus Warschau                                                                      | 1981/82       | London                                                          | 20.000     |
| 05  | Brief aus den Katakomben                                 | Brief aus den Katakomben                                                                | 1982/83       | Rom 2                                                           |            |
| 06  | Brief aus Haiti                                          | Brief aus Haiti                                                                         | 1983/84       | Paris 2                                                         | 25.000     |
| 07  | Brief aus der Wüste                                      | Brief aus der Wüste                                                                     | 1984/85       | Köln                                                            | 25.000     |
| 08  | Brief aus Madras                                         | Brief aus Madras                                                                        | 1985/86       | Barcelona 2                                                     | 20.000     |
| 09  | Brief von den Quellen                                    | Brief von den Quellen                                                                   | 1986/87       | London 2                                                        | 19.000     |
| 10  | Brief aus Äthiopien                                      | Brief aus Äthiopien                                                                     | 1987/88       | Rom 3                                                           | 24.000     |
| 11  | Brief aus Russland                                       | Brief aus Russland                                                                      | 1988/89       | Paris 3                                                         | 33.000     |
| 12  | Quellen des Vertrauens                                   | Quellen des Vertrauens                                                                  | 1989/90       | Breslau                                                         | 50.000     |
| 13  | Brief aus Prag                                           | Brief aus Prag                                                                          | 1990/91       | Prag                                                            | 80.000     |
| 14  | Eine Liebe, der Freiheit entspringt                      | Eine Liebe, der Freiheit entspringt                                                     | 1991/92       | Budapest                                                        | 75.000     |
| 15  | Brief von den Philippinen (Zu einer Freude erwachen)     | Brief von den Philippinen (Zu einer Freude erwachen)                                    | 1992/93       | Wien                                                            | 106.000    |
| 16  | Von Neubeginn zu Neubeginn                               | Von Neubeginn zu Neubeginn                                                              | 1993/94       | München                                                         | 80.000     |
| 17  | Staunen und lieben                                       | Staunen und lieben                                                                      | 1994/95       | Paris 4                                                         | 100.000    |
| 18  | Leben, um zu lieben                                      | Leben, um zu lieben                                                                     | 1995/96       | Breslau 2                                                       | 70.000     |
| 19  | Vom Zweifel zu ungetrübter Gemeinschaft                  | Vom Zweifel zu ungetrübter Gemeinschaft                                                 | 1996/97       | Stuttgart                                                       | 70.000     |
| 20  | Ungeahnte Freude                                         | Ungeahnte Freude                                                                        | 1997/98       | Wien 2                                                          | 80.000     |
| 21  | 1999–2001                                                | 1999–2001                                                                               | 1998/99       | Mailand                                                         | 100.000    |
| 22  | Erstaunte Freude                                         | Erstaunte Freude                                                                        | 1999/2000     | Warschau                                                        | 70.000     |
| 23  | Ahnst du ein Glück?                                      | Ahnst du ein Glück?                                                                     | 2000/01       | Barcelona 3                                                     | 80.000     |
| 24  | Liebe und sage es durch dein Leben                       | Liebe und sage es durch dein Leben                                                      | 2001/02       | Budapest 2                                                      | 70.000     |
| 25  | Gott kann nur lieben                                     | Gott kann nur lieben                                                                    | 2002/03       | Paris 5                                                         | 80.000     |
| 26  | An den Quellen der Freude                                | An den Quellen der Freude                                                               | 2003/04       | Hamburg                                                         | 60.000     |
| 27  | Eine Zukunft in Frieden                                  | Eine Zukunft in Frieden                                                                 | 2004/05       | Lissabon                                                        | 40.000     |
| 28  | Unvollendeter Brief                                      | Unvollendeter Brief                                                                     | 2005/06       | Mailand 2                                                       | 50.000     |
| 29  | Brief aus Kalkutta                                       | Brief aus Kalkutta                                                                      | 2006/07       | Zagreb                                                          | 40.000     |
| 30  | Brief aus Cochabamba                                     | Brief aus Cochabamba                                                                    | 2007/08       | Genf                                                            | 40.000     |
| 31  | Brief aus Kenia                                          | Brief aus Kenia                                                                         | 2008/09       | Brüssel                                                         | 40.000     |
| 32  | Brief aus China                                          | Brief aus China                                                                         | 2009/10       | Posen (Poznań)                                                  | 30.000     |
| 33  | Brief aus Chile                                          | Brief aus Chile                                                                         | 2010/11       | Rotterdam                                                       | 30.000     |
| 34  | Auf dem Weg zu einer neuen Solidarität (Brief 2012–2015) |                                                                                         | 2011/12       | Berlin                                                          | 28.000     |
| 35  | Auf dem Weg zu einer neuen Solidarität (Brief 2012–2015) | Vier Vorschläge, um die Quellen des Vertrauens auf Gott freizulegen                     | 2012/13       | Rom 4                                                           | 40.000     |
| 36  | Auf dem Weg zu einer neuen Solidarität (Brief 2012–2015) | Vier Vorschläge, um die sichtbare Gemeinschaft all derer zu suchen, die Christus lieben | 2013/14       | Straßburg/Ortenau                                               | 30.000     |
| 37  | Auf dem Weg zu einer neuen Solidarität (Brief 2012–2015) | Vier Vorschläge, um Salz der Erde zu sein                                               | 2014/15       | Prag 2                                                          | 30.000     |
| 38  | Der Mut der Barmherzigkeit                               | Der Mut der Barmherzigkeit                                                              | 2015/16       | Valencia                                                        | 20.000     |
| 39  | Gemeinsam Wege der Hoffnung öffnen                       | Gemeinsam Wege der Hoffnung öffnen                                                      | 2016/17       | Riga                                                            | 15.000     |
| 40  | Eine Freude, die nie versiegt                            | Eine Freude, die nie versiegt                                                           | 2017/18       | Basel                                                           | 17.000     |
| 41  | Vergessen wir die Gastfreundschaft nicht!                | Vergessen wir die Gastfreundschaft nicht!                                               | 2018/19       | Madrid                                                          | 15.000     |
| 42  | Unterwegs und doch verwurzelt bleiben                    | Unterwegs und doch verwurzelt bleiben                                                   | 2019/20       | Breslau 3                                                       | 15.000     |
| 43  | Hoffnung gegen alle Hoffnung                             | Hoffnung gegen alle Hoffnung                                                            | 2020/21       | Taizé sowie online (Ersatztreffen aufgrund der Corona-Pandemie) |            |
| 44  | Einheit stiften                                          | Einheit stiften                                                                         | 2021/22       | Jahreswechsel: Online aus Turin                                 |            |
| 44  | Einheit stiften                                          | Einheit stiften                                                                         | 2022          | Sommer: Turin                                                   | 1000       |
| 45  | Inneres Leben und Solidarität                            | Inneres Leben und Solidarität                                                           | 2022/23       | Rostock                                                         | 5000       |
| 46  | Gemeinsam auf dem Weg                                    | Gemeinsam auf dem Weg                                                                   | 2023/24       | Ljubljana                                                       | 5000       |
| 47  | Hoffen über alle Hoffnung hinaus                         | Hoffen über alle Hoffnung hinaus                                                        | 2024/25       | Tallinn                                                         | 3500       |
| 48  |                                                          |                                                                                         | 2025/26       | Paris 6                                                         |            |

Die Treffen finden nach Möglichkeit abwechselnd im Osten und Westen Europas statt, was aber aus organisatorischen Gründen nicht immer möglich ist.
Aufgrund der Corona-Pandemie wurde das Jugendtreffen 2020/2021, das ursprünglich in Turin hätte stattfinden sollen, um ein Jahr verschoben. Stattdessen fand erstmals ein Silvestertreffen unter Corona-Einschränkungen direkt in Taizé statt. Der pandemischen Lage musste auch 2021 Folge getragen werden, weshalb die Begegnungen in den Sommer 2022 verlegt werden. Zu Silvester 2021/22 fand das Treffen online mit Übertragungen aus Turin statt. Im Sommer konnte in der norditalienischen Stadt ein Präsenztreffen ausgerichtet werden. Übertragungen der Abendgebete und Workshops von 2021 wurden in englischer Sprache auf dem YouTube-Kanal der Gemeinschaft gestreamt, wo sie auch zum Abruf verfügbar sind.

## Mediale Begleitung
Die Jugendtreffen sind häufig Thema zu einer Hauptnachrichtensendung der öffentlich-rechtlichen Rundfunkanstalten Deutschlands der in diesen Zeitraum fallenden Tage, so etwa in Prag, Basel oder Madrid. Manche Taizé-Gebete werden während der Europäischen Jugendtreffen von den nationalen Fernsehanstalten übertragen, so aus Basel 2017/18.
Zusätzlich wurde seit dem Treffen in Madrid 2018/2019 täglich ein Livestream des Taizé-Abendgebetes auf der Internetpräsenz und auf der Facebook-Seite der Communauté de Taizé übertragen.